# Sweeney Todd : Le Diabolique Barbier de Fleet Street
Pour les articles homonymes, voir Sweeney Todd (homonymie).
Pour plus de détails, voir Fiche technique et Distribution.
Sweeney Todd : Le Diabolique Barbier de Fleet Street (Sweeney Todd: The Demon Barber of Fleet Street) est un film musical, entre film d'horreur et comédie noire, réalisé par Tim Burton, sorti en 2007. Il est adapté de la comédie musicale de 1979 du même nom de Stephen Sondheim et Hugh Wheeler, qui s'inspire elle-même de la légende de Sweeney Todd, barbier londonien qui assassinait ses clients avec son rasoir tandis que sa complice, Mrs. Lovett, se débarrassait des corps en les utilisant pour garnir ses tourtes à la viande. Johnny Depp et Helena Bonham Carter incarnent à l'écran ce duo maléfique et interprètent eux-mêmes les chansons du film, tout comme les autres acteurs.
Burton caressait l'idée d'adapter la comédie musicale de Sondheim depuis les années 1980 et a finalement eu l'opportunité de concrétiser cette ambition quand DreamWorks SKG lui a proposé de remplacer le réalisateur Sam Mendes sur leur projet d'adaptation. Sondheim a fait office de consultant durant la production. À sa sortie, le film a été accueilli très favorablement par la critique. Il a été un semi-échec commercial aux États-Unis mais a rencontré le succès dans le reste du monde. Il a remporté plusieurs prix, dont le Golden Globe du meilleur film musical ou comédie et l'Oscar des meilleurs décors et Depp a été récompensé pour son rôle par le Golden Globe du meilleur acteur dans un film musical ou une comédie et a été nommé pour l'Oscar du meilleur acteur.

## Synopsis
L'histoire se déroule au XIXe siècle à Londres. Benjamin Barker, un talentueux barbier qui se fait désormais appeler Sweeney Todd, est de retour après quinze ans d'exil. Il est accompagné d'Anthony, le jeune matelot qui l'a repêché en mer. Todd a été injustement condamné aux travaux forcés par le célèbre et corrompu juge Turpin qui poursuivait sa femme Lucy de ses assiduités. Revenu à Fleet Street, où il vivait auparavant, Todd n'y retrouve ni sa femme, ni sa fille Johanna. Mrs Lovett, qui tient une échoppe de tourtes à la viande et est désormais la propriétaire de l'ancien salon de barbier de Todd situé juste au-dessus, lui apprend que Lucy s'est empoisonnée après avoir été violée par Turpin et que Johanna est devenue la pupille du juge. Todd jure de se venger et Mrs Lovett lui restitue ses rasoirs aux manches ciselés en argent, qu'elle avait conservés pendant des années. Anthony fait par hasard la connaissance de Johanna, dont il apprend l'identité par une vieille mendiante, et tombe amoureux d'elle mais Turpin le fait rouer de coups par son acolyte, le bailli Bamford. Anthony ne se décourage pas et se promet de retrouver Johanna.

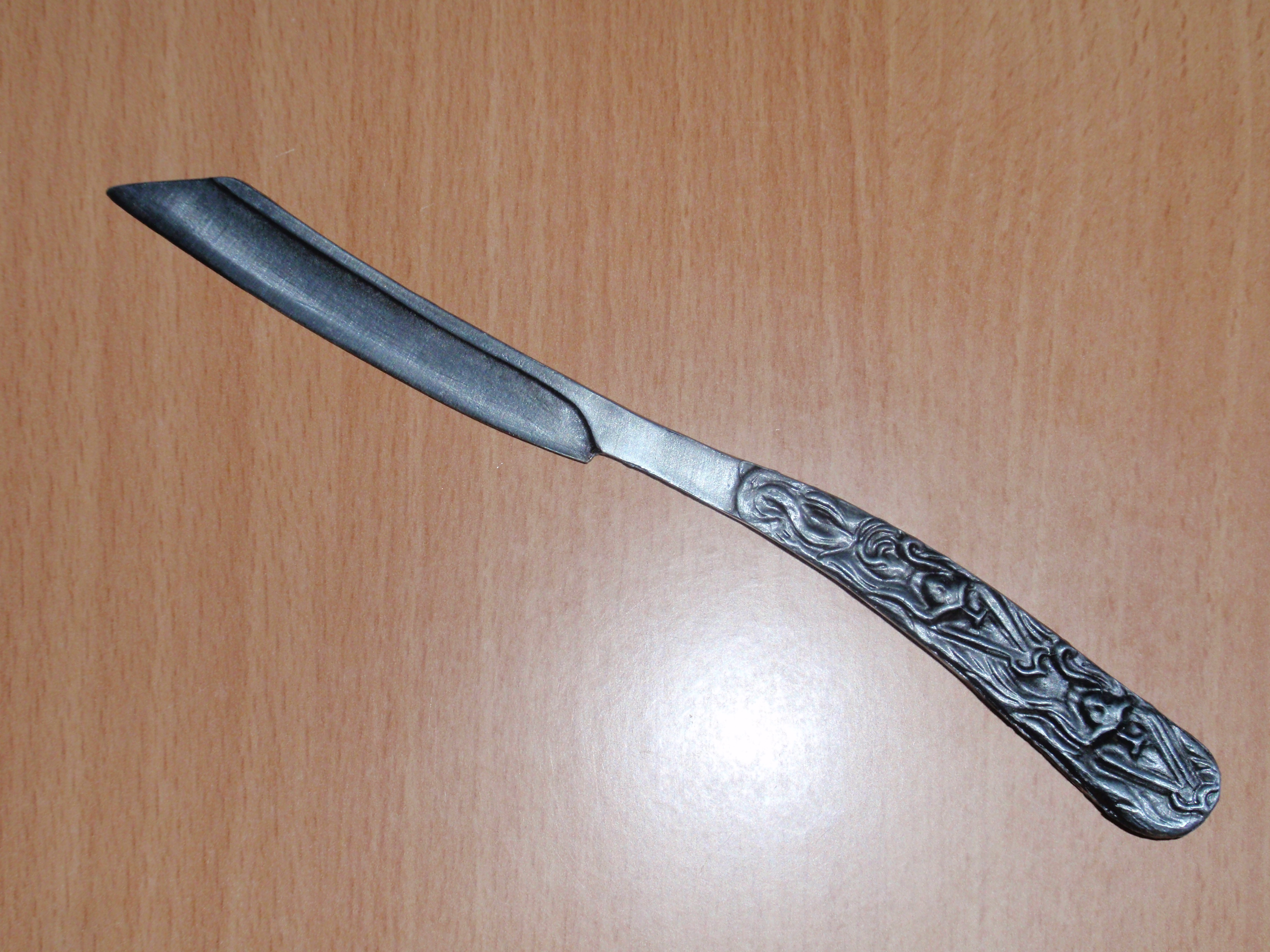
Un rasoir de barbier.

Alors que Todd et Mrs Lovett sont au marché, Todd accuse de charlatanerie le barbier Adolfo Pirelli et triomphe de lui dans un concours de rasage arbitré par le bailli Bamford, attirant ainsi son attention. Todd espère que cela va attirer Turpin dans son salon mais c'est Pirelli, accompagné de Toby, le jeune garçon qui l'assiste, qui survient. Pirelli révèle à Todd qu'il connaît sa véritable identité (car il a brièvement été son employé par le passé) et le fait chanter en menaçant de la révéler à Bamford. Todd tue alors Pirelli pendant que Mrs Lovett a conduit Toby dans son échoppe. De son côté, Turpin a l'intention d'épouser Johanna et se rend dans le salon de Todd sur les conseils de Bamford. Todd se prépare à lui trancher la gorge quand il est interrompu par l'arrivée d'Anthony, qui lui parle de ses plans pour Johanna sans s'apercevoir de la présence du juge. Turpin quitte le salon en promettant de ne plus y remettre les pieds. Todd entre dans une colère meurtrière qu'il passe en coupant la gorge de ses clients. Mrs Lovett, amoureuse de Todd, devient sa complice et lui suggère de se débarrasser des corps en les utilisant comme ingrédients pour ses tourtes.
L'échoppe de Mrs Lovett devient populaire (seule la mendiante à demi-folle qui a renseigné Anthony soupçonne quelque chose de diabolique) et elle prend Toby à son service. Turpin fait enfermer Johanna, qui refuse de l'épouser, dans un asile d'aliénés mais Anthony découvre l'endroit. Sur les conseils de Todd, il se fait passer pour un perruquier pour entrer dans l'asile et la libère. Todd compte attirer Turpin dans un piège en envoyant Toby l'informer que Johanna se trouve dans son salon. Toby, qui a des soupçons au sujet de Todd, en informe Mrs Lovett, qu'il aime comme une mère, sans se douter de son rôle. Mrs Lovett l'enferme dans la cave et va trouver Todd, qui vient d'assassiner Bamford. Ils descendent à la cave mais Toby s'est caché après avoir trouvé un doigt humain dans une tourte et vu le corps du bailli tomber par la trappe. Anthony emmène Johanna, déguisée en garçon, chez Todd : elle se cache dans un coffre en attendant son retour avec un fiacre.
La mendiante s'introduit chez Todd pour chercher le bailli et est surprise par le retour du barbier, dont le visage lui est familier. Todd lui tranche la gorge avant l'arrivée de Turpin, à qui il offre un rasage après lui avoir dit que Johanna avait changé d'avis au sujet du mariage. Il lui révèle son identité avant de le tuer, tandis que Johanna est cachée dans le coffre. Ayant découvert la jeune fille et ne la reconnaissant pas, Todd s'apprête à la tuer, mais retourne à la cave car il a entendu Mrs Lovett crier, le juge n'étant pas tout à fait mort. À la lumière du fourneau à tourtes, il reconnaît Lucy dans la mendiante qu'il a tuée, et Mrs Lovett lui avoue avoir su que Lucy était encore vivante : elle lui a caché car elle est amoureuse de lui. Todd fait mine de lui pardonner et l'entraîne dans une valse avant de la jeter dans le fourneau. Todd berce ensuite le corps de Lucy tandis que Toby sort de sa cachette, ramasse son rasoir et s'approche par derrière. Todd l'entend arriver mais présente sa gorge, que Toby tranche net.

## Fiche technique
Sauf indication contraire, les informations mentionnées dans cette section peuvent être confirmées par les bases de données cinématographiques IMDb et Allociné,  présentes dans la section « Liens externes ».
- Titre original : Sweeney Todd: The Demon Barber of Fleet Street
- Titre français : Sweeney Todd : Le Diabolique Barbier de Fleet Street
- Réalisation : Tim Burton
- Scénario : John Logan, adaptation de la comédie musicale de Stephen Sondheim et Hugh Wheeler par Hugh Wheeler et Christopher Bond
- Musique : Stephen Sondheim
- Direction artistique : Gary Freeman et David Warren
- Décors : Dante Ferretti
- Costumes : Colleen Atwood
- Maquillage : Duncan Jarman, Terry Jones, Ivan Manzella, Ve Neill, Ivana Primorac, Tristan Versluis, Josh Weston
- Coiffure : Ve Neill, Ivana Primorac
- Photographie : Dariusz Wolski
- Son : Tony Dawe, David Evans, Tom Johnson, Michael Semanick
- Montage : Chris Lebenzon
- Production : John Logan, Laurie MacDonald, Walter Parkes et Richard D. Zanuck
  - Production déléguée : Patrick McCormick
  - Production associée : Brenda Berrisford et Derek Frey
  - Coproduction : Katterli Frauenfelder
- Sociétés de production :
  - États-Unis : Parkes/MacDonald Image Nation et The Zanuck Company, avec Tim Burton Productions (non crédité), présenté par Dreamworks Pictures et Warner Bros.
  - Royaume-Uni : Dombey Street Productions
- Société de distribution : Paramount Pictures (États-Unis, Québec) ; Warner Bros. (Royaume-Uni, France, Belgique) ; Fox-Warner (Suisse romande)
- Budget : 50 millions USD[1],[2]
- Pays de production :  États-Unis,  Royaume-Uni
- Langue originale : anglais, italien
- Format : couleur (DeLuxe) — 35 mm — 1,85:1 (Panavision) — son DTS / Dolby Digital / SDDS
- Genre : comédie musicale, épouvante-horreur, drame, thriller
- Durée : 116 minutes
- Dates de sortie[3] :
  - États-Unis, Québec : 21 décembre 2007[4]
  - France, Suisse romande : 23 janvier 2008[5],[6]
  - Royaume-Uni : 25 janvier 2008
  - Belgique : 13 février 2008[7]
- Classification[8] :
  - États-Unis : les enfants de moins de 17 ans doivent être accompagnés d'un adulte (R – Restricted)[N 1]
  - Royaume-Uni : interdit aux moins de 18 ans (18 - Suitable only for adults)[9]
  - France : interdit aux moins de 12 ans[10],[N 2]
  - Belgique : potentiellement préjudiciable jusqu'à 16 ans (KNT/ENA : Kinderen Niet Toegelaten  / Enfants Non Admis)[7],[11],[N 3]
  - Suisse romande : interdit aux moins de 14 ans[12]
  - Québec : 13 ans et plus (violence) (13+ / 13 years and over)[4]

## Distribution
- Johnny Depp (VF : Bruno Choël) : Benjamin Barker, alias Sweeney Todd
- Helena Bonham Carter (VF : Laurence Bréheret) : Mrs. Lovett
- Alan Rickman (VF : Claude Giraud) : le juge Turpin
- Edward Sanders (VF : Lewis Weill) : Toby
- Jamie Campbell Bower (VF : Emmanuel Garijo) : Anthony
- Timothy Spall (VF : Michel Papineschi) : le bailli Bamford
- Jayne Wisener (VF : Corinne Martin) : Johanna, la fille de Benjamin Barker
- Laura Michelle Kelly (VF : Céline Mauge) : Lucy Barker
- Sacha Baron Cohen (VF : Adrien Antoine) : Signor Adolfo Pirelli
- Philip Philmar (VF : Patrick Osmond) : Mr. Jonas Fogg

Sources et légende : version française (VF) sur Voxofilm

## Personnages
Sweeney Todd/Benjamin Barker
Jeune père de famille et barbier de profession, Benjamin Barker est heureux et vit une véritable idylle avec sa femme Lucy mais sa naïveté cause sa perte. À cause de la jalousie du juge Turpin, il se retrouve en un instant arrêté et condamné aux travaux forcés sans la moindre chance de se défendre. Miraculeusement sauvé par un navire marchand, il est de retour à Londres quinze ans plus tard. Mais l'homme, devenu sombre et mélancolique, n'a plus rien de ce qu'il était et se fait désormais connaître sous le pseudonyme de Sweeney Todd. Lorsqu'il apprend que sa femme est morte en s'empoisonnant, une rage incontrôlable l'emporte ; il n'a désormais plus qu'une envie : se venger. Et plus encore, emporté dans sa folie sanglante il va supprimer toute la « vermine » possible. Selon les mots de Johnny Depp, le personnage est « très noir, mais c'est aussi un être hypersensible qui a vécu de terribles épreuves et subi un très lourd préjudice. Le sort s'est tellement acharné sur cet homme qu'il n'est plus tout à fait lui-même. Il vit au ralenti, dans un décalage permanent, il a toujours un train de retard. On l'a arraché à une vie parfaite, à un monde idéal, on l'a plongé en enfer pendant quinze ans, et il n'en est ressorti que pour pouvoir éliminer ses ennemis ».
Mrs. Lovett

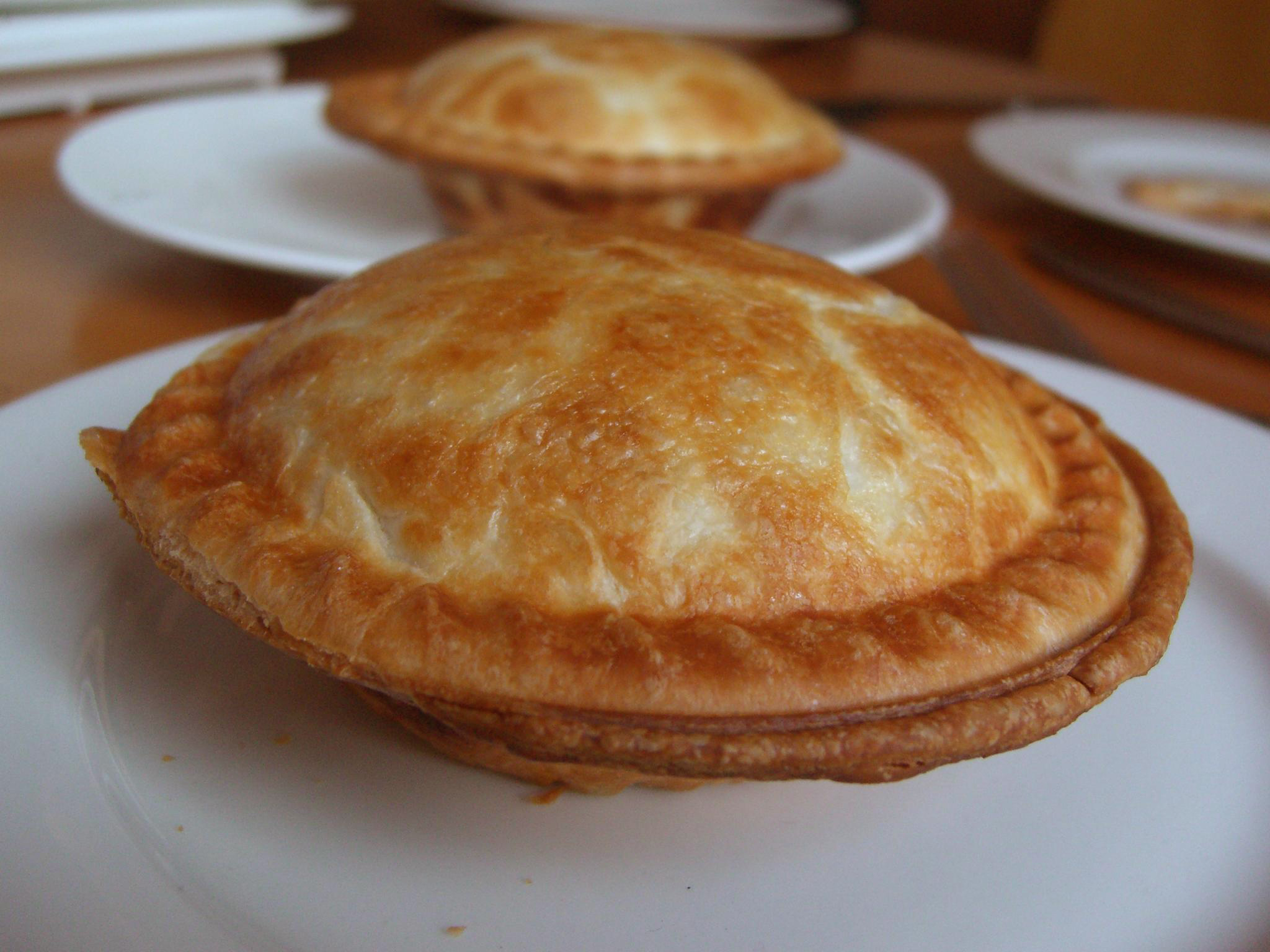
Des tourtes à la viande.

 Installée dans l'ancienne demeure de Barker, elle y tient une échoppe de tourtes à la viande. Elle révèle ce qui s'est passé à Barker et lui rend ses rasoirs, conservés malgré la fortune qu'ils peuvent valoir. Amoureuse de Sweeney Todd, elle fait tout pour l'aider à accomplir sa vengeance ; c'est elle qui a l'idée de dissimuler les corps dans les tourtes. Emma Thompson, Cyndi Lauper, Annette Bening et Toni Collette ont été envisagées ou se sont montrées intéressées par le rôle avant qu'Helena Bonham Carter, la compagne de Tim Burton avec qui elle tourne son cinquième film, ne le décroche après avoir été auditionnée personnellement par Stephen Sondheim. Bonham Carter a pris des cours de chant tous les jours pendant trois mois avant de passer son audition et a également suivi des cours de cuisine pour la confection des tourtes.
Juge Turpin
Très influent, il ordonne l'arrestation de Benjamin Barker après avoir perçu la beauté de sa femme Lucy. Dès lors, il courtise en vain la jeune femme. Il parvient finalement à ses fins en employant la force et, tandis que Lucy s'empoisonne, le juge recueille la petite Johanna, pour en faire sa pupille. Il mène alors sa vie de juge cruel et corrompu, pensant ne plus jamais revoir Barker qu'il ne reconnaît pas sous les traits de Todd. Alan Rickman a toujours été, selon Burton, « l'un de ses acteurs préférés » et il possédait les qualités nécessaires au rôle pour le réalisateur : interpréter un méchant convaincant tout en n'apparaissant qu'assez peu et dégager en même temps une « étrange vulnérabilité ».
Toby
Jeune orphelin travaillant initialement pour Pirelli que Mrs. Lovett prend par la suite sous son aile lorsque Sweeney Todd tue son maître. Il l'aide dans le service des tourtes et se prend très vite d'une grande affection pour elle.
Anthony
C'est le jeune marin qui a sauvé et ramené Barker à Londres. Il le considère comme un ami et réclame son aide pour fuir avec une fille qu'il a rencontrée : une certaine Johanna qui vit chez le juge Turpin. Sous ses airs candides, il se révèle persévérant en jurant de libérer la jeune fille tout juste après avoir été roué de coups par le bailli Bamford.
Bailli Bamford
Violent acolyte du juge dont il exécute les ordres. C'est à l'occasion de l'arbitrage d'un concours de barbiers improvisé qu'il rencontre Todd. C'est lui qui guide le juge vers ce « nouveau » barbier très talentueux. Timothy Spall auditionne pour le rôle à la demande expresse de sa fille, qui désirait que son père joue dans un film avec Johnny Depp.
Johanna
C'est la fille de Benjamin et Lucy Barker. Retenue captive par le juge Turpin dont elle est la pupille, elle rêve de liberté, mais le juge décide de la faire enfermer dans un asile après avoir découvert son plan d'évasion. Anne Hathaway est initialement choisie pour jouer ce personnage mais Burton souhaite une actrice inconnue et c'est finalement Jayne Wisener, dont c'est le premier film, qui est retenue.
Lucy Barker
La jeune épouse de Benjamin Barker s'est empoisonnée à l'arsenic après avoir été violée par Turpin. Elle a survécu mais est devenue à moitié folle et mendie dans les rues. Elle semble pourtant être la plus lucide en sentant la première l'étrange odeur provenant des cheminées de Mrs. Lovett. Laura Michelle Kelly, qui joue le rôle, est la seule actrice de toute la distribution à être une chanteuse confirmée, ayant jouée auparavant dans de nombreuses comédies musicales.
Signore Adolfo Pirelli
De son vrai nom Davy Collins, il rase sur la place publique avec une grande mise en scène. C'est contre lui que concourt Todd pour savoir qui est le meilleur barbier. Après sa défaite, Pirelli se rend chez Todd pour le faire chanter. En effet, étant un ancien employé de Barker, il connaît sa véritable identité. Sacha Baron Cohen est choisi pour jouer le rôle après avoir chanté plusieurs morceaux de Un violon sur le toit lors de son audition.

## Production

### Développement du projet
Tim Burton voit pour la première fois la comédie musicale de Stephen Sondheim Sweeney Todd: The Demon Barber of Fleet Street en 1980 alors qu'il étudie à la California Institute of the Arts. Bien qu'il ne soit pas adepte de ce genre, Burton est frappé par la cinématographie de la pièce et assiste à plusieurs autres représentations. Il la décrit comme un film muet avec de la musique, et est « ébloui à la fois par la musique et par le sens du macabre ». Lorsque sa carrière de réalisateur décolle, à la fin des années 1980, Burton approche Sondheim dans le but de lui proposer une adaptation cinématographique de la pièce mais leur discussion n'aboutit pas et Burton passe à d'autres projets.
Le réalisateur Sam Mendes travaille depuis plusieurs années sur le projet de faire un film sur l'histoire de Sweeney Todd quand, en juin 2003, Sondheim se voit offrir l'écriture du scénario. Il décline l'offre mais approuve le choix de Mendes et du producteur Walter F. Parkes d'engager le scénariste John Logan à sa place. Logan a déjà collaboré avec Parkes lors de l'écriture du scénario de Gladiator et affirme que le défi le plus difficile à relever avec cette adaptation était de « prendre cette comédie musicale de Broadway tentaculaire et somptueuse et de la transformer en un film qui soit sincère au niveau des émotions. Sur une scène, vous pouvez vous permettre d'avoir un chœur qui chante en représentant la population de Londres, mais je pense que cela provoquerait des réactions négatives dans un film ». Mendes abandonne le projet pour réaliser Jarhead (2005) et Burton saute sur l'occasion qui lui est offerte de le reprendre après l'abandon de son propre projet de film sur Ripley's Believe It or Not! pour des raisons budgétaires,.
La société de production DreamWorks SKG annonce la nomination de Burton en août 2006 et Johnny Depp est engagé pour jouer le rôle-titre, dans ce qui marque sa sixième collaboration avec Burton,. Burton décrit ainsi ses retrouvailles avec l'acteur : « À chaque film, Johnny et moi tentons de nous renouveler. Un musical représentait pour nous deux une expérience inédite, une occasion de dépasser nos limites, de ne pas nous enfermer dans une quelconque routine ». Burton et Logan écrivent une nouvelle version du script, tous les deux s'entendant très vite sur le ton à donner au film en raison de leurs « enfance respectives passées devant les films de Amicus Productions ». Transformer une comédie musicale de trois heures en un film de deux heures requiert forcément quelques modifications et certaines chansons sont raccourcies tandis que d'autres sont tout simplement supprimées. Christopher Lee, Anthony Stewart Head et six autres acteurs sont engagés pour jouer les rôles des narrateurs fantomatiques mais leurs personnages sont finalement supprimés en raison de nombreuses plaintes concernant l'inexistence de fantômes dans la pièce originale (Head fait néanmoins une courte apparition dans le rôle d'un homme venant féliciter Todd après sa victoire dans le concours de barbiers contre Pirelli). Burton et Logan réduisent également l'importance des intrigues secondaires, telles que la romance entre Anthony et Johanna, afin de se focaliser sur la relation triangulaire entre Sweeney Todd, Mrs. Lovett et Toby,.

### Tournage
Burton choisit de tourner le film à Londres, où il se sent « comme à la maison » après y avoir tourné Batman (1989) et Sleepy Hollow. Le tournage débute le 5 février 2007 aux studios de Pinewood et se termine le 11 mai, connaissant une brève interruption dès le premier mois lorsque la fille de Depp tombe gravement malade et que l'acteur passe une dizaine de jours à son chevet. Burton a tout d'abord l'intention d'utiliser un minimum de décors et de tourner surtout devant un fond vert avant de changer d'avis, estimant qu'un véritable décor aidera les acteurs à entrer dans l'état d'esprit nécessaire à un film musical. Le chef décorateur Dante Ferretti reconstitue Fleet Street et ses environs et crée un Londres sombre et sinistre. Depp façonne le physique de son personnage d'après l'image qu'il s'en fait, se faisant notamment appliquer du maquillage violet et marron autour des yeux pour suggérer sa fatigue et sa rage alors que sa mèche de cheveux blanche suggère le choc qu'il a subi.
Burton insiste aussi pour que le film soit sanglant, pensant que la version théâtrale est affaiblie par l'absence de sang sur le devant de la scène. Selon les mots du réalisateur, « tout est tellement intérieur avec Sweeney que [le sang] est pour lui une libération émotionnelle. C'est plus une catharsis qu'une chose littérale ». Le producteur Richard D. Zanuck ajoute que Burton « avait un plan très clair concernant le côté surréaliste qu'il désirait, cette sorte de stylisation presque à la Kill Bill. Nous avons procédé à diverses expériences avec les gorges tranchées et les giclées de sang ». Sur le plateau, le faux sang est de couleur orange pour que le rendu à l'image soit correct vu les couleurs saturées que le film utilise ; et les membres de l'équipe technique portent des sacs poubelles par-dessus leurs vêtements pour éviter d'être éclaboussés. Ce ton macabre donné au film rend nerveux les responsables des studios et il faut que DreamWorks s'associe avec Warner Bros. et Paramount Pictures pour que le budget de 50 000 000 $ soit couvert. Burton dit à ce sujet que « les studios ont gardé leur sang-froid et ont accepté parce qu'ils connaissaient la pièce. Chaque film présente un risque, mais c'est sympa d'avoir l'opportunité de faire quelque chose comme ça qui, tout en les mélangeant, ne rentre pas dans les catégories du film musical et du slasher ».

## Bande originale
Distribuée à partir du 18 décembre 2007 par le label Nonesuch Records, la bande originale contient vingt morceaux écrits et composés par Stephen Sondheim pour la comédie musicale originale sortie en 1979, et interprétés par les acteurs eux-mêmes. C'est le second film réalisé par Tim Burton dont la musique n'a pas été composée par Danny Elfman. La musique est enregistrée en quatre jours, aux Air Studios de Londres, par un orchestre de 64 musiciens. Les acteurs enregistrent leurs chansons aux Air Studios sur une période de six semaines en novembre et décembre 2006 avant de faire du playback durant le tournage des scènes musicales. Parmi les morceaux de la comédie musicale qui ont été supprimés dans le film, le plus connu est The Ballad of Sweeney Todd, sur lequel s'ouvre la pièce, Burton expliquant à ce sujet : « Pourquoi avoir un chœur pour nous prévenir en chantant de prêter attention au conte de Sweeney Todd alors que nous pouvons tout simplement aller à l'essentiel ? » Sondheim reconnait que l'adaptation nécessite de nombreux changements et se fait envoyer en fichiers MP3 par Mike Higham, producteur de la musique du film, les versions des chansons qui ont été raccourcies afin de donner son feu vert. L'album obtient un meilleur classement à la 16e place du Billboard 200 et à la 3e place du Billboard Top Soundtracks.
Johnny Depp s'entraîne intensivement au chant, écoutant d'abord la musique de Sondheim quatre heures par jour durant le tournage de Pirates des Caraïbes : Jusqu'au bout du monde avant de passer des journées à répéter dans le studio d'enregistrement d'Hollywood que possède son ami Bruce Witkin, chanteur du groupe de rock dans lequel Depp jouait dans les années 1980. Sa performance de chanteur est décrite par A. O. Scott, du New York Times, comme « criarde et grêle mais étonnamment puissante et énergique. Il apporte l'urgence du rock'n roll à quelque chose d'habitué à plus de raffinement et, ce faisant, réveille la violence des textes et des mélodies de Sondheim ». Anthony Tommasini acclame la performance de l'acteur, écrivant « son oreille est excellente et sa hauteur de voix très précise. […] Mais au-delà de sa bonne hauteur de voix et de son phrasé, les colorations expressives de son chant sont cruciales pour sa représentation. Sous ce Sweeney vide intérieurement se trouve extérieurement un homme renfrogné consumé par une rage meurtrière qui menace d'éclater à chaque fois qu'il prend lentement une respiration et s'apprête à parler. Pourtant, quand il chante, sa voix crépite et se brise avec tristesse ».
| 1.  | Opening Title                 |                                     | 3:30  |
| 2.  | No Place Like London          | Johnny Depp, Jamie Campbell Bower   | 5:31  |
| 3.  | The Worst Pies in London      | Helena Bonham Carter                | 2:23  |
| 4.  | Poor Thing                    | Bonham Carter                       | 3:09  |
| 5.  | My Friends                    | Depp, Bonham Carter                 | 3:48  |
| 6.  | Green Finch and Linnet Bird   | Jayne Wisener                       | 2:16  |
| 7.  | Alms ! Alms !                 | Laura Michelle Kelly                | 1:16  |
| 8.  | Johanna                       | Campbell Bower                      | 1:57  |
| 9.  | Pirelli's Miracle Elixir      | Edward Sanders, Depp, Bonham Carter | 2:00  |
| 10. | The Contest                   | Sacha Baron Cohen                   | 3:39  |
| 11. | Wait                          | Bonham Carter                       | 2:38  |
| 12. | Ladies in Their Sensitivities | Timothy Spall                       | 1:23  |
| 13. | Pretty Women                  | Depp, Alan Rickman                  | 4:27  |
| 14. | Epiphany                      | Depp                                | 3:16  |
| 15. | A Little Priest               | Bonham Carter, Depp                 | 5:15  |
| 16. | Johanna (reprise)             | Campbell Bower, Depp, Kelly         | 5:42  |
| 17. | God, That's Good !            | Sanders, Bonham Carter              | 2:46  |
| 18. | By the Sea                    | Bonham Carter, Depp                 | 2:19  |
| 19. | Not While I'm Around          | Sanders, Bonham Carter              | 4:11  |
| 20. | Final Scene                   | Depp, Bonham Carter, Kelly, Rickman | 10:21 |

## Accueil

### Accueil critique
Le film a été très bien accueilli par la critique, recueillant 86 % de critiques favorables, avec un score moyen de 7,7⁄10 et sur la base de 220 critiques collectées, sur le site Rotten Tomatoes. Sur le site Metacritic, il obtient un score de 83⁄100, sur la base de 39 critiques collectées. En 2008, le magazine Empire le classe à la 490e place dans sa liste des 500 meilleurs films de tous les temps.
Richard Corliss, de Time Magazine, classe le film à la 5e place de sa liste des meilleurs films de l'année 2007 et écrit : « Burton et Depp insufflent une passion brûlante au brillant acier froid de la musique de Stephen Sondheim. Helena Bonham Carter et des seconds rôles éblouissants apportent une fureur concentrée à ce cauchemar musical. Magnifiquement sanglant ». Roger Ebert, du Chicago Sun-Times, lui donne 4 étoiles sur 4, évoquant un « plaisir pour les yeux et l'imagination » qui combine les éléments favoris de Burton et louant le jeu des acteurs et la qualité des décors et de la photographie. Todd McCarthy, de Variety, estime qu'il s'agit d'une adaptation satisfaisante de la comédie musicale grâce à « la réalisation très au point de Tim Burton, au scénario solidement vissé de John Logan et aux performances habitées de Johnny Depp et Helena Bonham Carter ». Lisa Schwartzbaum, d'Entertainment Weekly, lui donne la note de B+ et évoque une « production opulente et soignée ». Pour Peter Travers, de Rolling Stone, le film est « effrayant, monstrueusement drôle et mélodieusement captivant. […] Une merveille ensanglantée, intime et épique, terrifiante et déchirante qui vole sur les ailes de la musique tonitruante de Sondheim ». Parmi les rares critiques négatives, Steven Winn, du San Francisco Chronicle, évoque un film stylisé mais qui ne fonctionne que par intermittence en raison de chants médiocres et d'une absence d'humour.
En France, le film a également été très bien accueilli, obtenant une moyenne de 3,7 étoiles sur 5 pour les critiques de la presse sur le site Allociné. Pour Christian Viviani, de Positif, le film « distille un bonheur rare » grâce à la « musique raffinée de Sondheim », « la gestuelle délicate de Johnny Depp » et le « romantisme frénétique que Tim Burton a su réinventer ». Antoine Thirion, des Cahiers du cinéma, estime que « Sweeney Todd chemine vers les plus petits espaces et s'éteint dans une fin magnifique, qui suffit à rattraper toutes les lourdeurs et à assurer la promesse d'un monde à nouveau consistant ». David Doukhan, de Mad Movies, évoque « un chef-d'œuvre pessimiste et radical ». Pour Stéphanie Belpêche, du Journal du dimanche, c'est « une œuvre intense et complexe » et une « narration captivante » qui « évoque celle des grandes tragédies ». Julien Welter, de Première, évoque « un petit théâtre de la cruauté » « jubilatoire ». Pour Studio magazine, Depp et Bonham Carter sont « époustouflants » et la comédie musicale de Sondheim est « magnifiée dans l'opéra sanglant » de Burton « grâce à une mise en scène fluide qui, en privilégiant les gros plans, accentue l'impression de claustrophobie, nous fait basculer dans une formidable et bouleversante histoire d'amour et de mort ». Didier Péron, de Libération estime que Burton n'a « probablement jamais été aussi loin dans sa violence misanthrope » et « décrit une société qui n'est plus qu'un simulacre de civilisation », et s'avoue subjugué par « l'énorme sabbat orchestral de Sondheim et la déraison extraordinaire du bain de sang ». Pour Louis Guichard, de Télérama, le film, « l'une des choses les plus ahurissantes qu'on ait vues sortir de Hollywood depuis longtemps », est « troublant » « par ses définitions implicites du genre humain (tous des cannibales) et du couple (une association de malfaiteurs au mieux) » et ce nihilisme est transcendé « par l'outrance, la démesure, la surenchère ».
D'autres critiques sont plus mitigées. Pour Éric Coubard, de Brazil, « les décors somptueux, les images superbes, les cadrages faramineux, la lumière magnifiquement sombre » peinent à compenser l'ennui qui surgit lors des chants des acteurs. Jean Roy, de L'Humanité, évoque un « film musical moyennement convaincant ». Pour Éric Libiot, de L'Express, « Burton filme parfaitement les ambiances gothiques et sanglantes - sa mise en scène est impressionnante de maîtrise et de fluidité » mais « ne parvient jamais à lui donner le souffle épique que possédait, dans un style proche, Sleepy Hollow » à cause d'un « scénario trop linéaire » et « prévisible ».
Du côté des critiques négatives, Pascal Mérigeau, du Nouvel Observateur, estime que Burton connait « une petite baisse de forme, qui le conduit à se répéter et à ressasser » et « doit de surcroît composer ici avec une intrigue » mince et naïve. Alain Grasset, du Parisien, évoque un « propos sur l'oppression des pauvres » qui « se révèle aussi ennuyeux que la mise en scène est spectaculaire ». Pour Alain Spira, de Paris Match, « l'œuvre de Burton ne parvient pas à provoquer l'émotion » « en dépit de sa beauté formelle ».

### Box-office
Après avoir été projeté en avant-première à New York le 3 décembre 2007, le film sort en Amérique du Nord le 21 décembre dans 1 249 salles et rapporte 9 300 805 $ pour son premier week-end d'exploitation. Il sort ensuite dans le reste du monde en janvier et février 2008 et connait un certain succès commercial, notamment au Royaume-Uni, plus de deux millions d'entrées, et au Japon, rapportant 153 383 627 $ au box-office mondial, soit un peu plus de trois fois son budget, dont 52 898 073 $ aux États-Unis et au Canada. Il réalise 1 047 396 entrées en France, 86 799 en Belgique et 60 800 en Suisse. Beaucoup de spectateurs britanniques se sont néanmoins plaints du fait que les bandes-annonces du film ne prévenaient pas qu'il s'agissait d'un film musical et qu'ils avaient été trompés par cette campagne de promotion.
| Pays         | Box-office   | Pays      | Box-office  | Pays               | Box-office |
| ------------ | ------------ | --------- | ----------- | ------------------ | ---------- |
| États-Unis   | 52 898 073 $ | Grèce     | 1 811 007 $ | Suisse             | 816 842 $  |
| Royaume-Uni  | 21 747 800 $ | Brésil    | 1 255 604 $ | Belgique           | 785 600 $  |
| Japon        | 19 650 613 $ | Suède     | 1 218 213 $ | Finlande           | 769 609 $  |
| France       | 9 344 714 $  | Taïwan    | 1 194 216 $ | Nouvelle-Zélande   | 762 725 $  |
| Italie       | 6 176 046 $  | Hong Kong | 1 115 200 $ | Pays-Bas           | 757 083 $  |
| Espagne      | 5 144 278 $  | Russie    | 984 393 $   | Turquie            | 653 705 $  |
| Australie    | 5 132 480 $  | Portugal  | 954 271 $   | Argentine          | 651 305 $  |
| Corée du Sud | 4 966 370 $  | Norvège   | 897 969 $   | Singapour          | 551 097 $  |
| Allemagne    | 4 577 911 $  | Autriche  | 873 149 $   | République tchèque | 519 237 $  |
| Mexique      | 2 442 047 $  | Danemark  | 829 804 $   | Chili              | 492 673 $  |

## Distinctions

### Récompenses
| Récompenses 2007-2009 du film Sweeney Todd : Le Diabolique Barbier de Fleet Street | Récompenses 2007-2009 du film Sweeney Todd : Le Diabolique Barbier de Fleet Street | Récompenses 2007-2009 du film Sweeney Todd : Le Diabolique Barbier de Fleet Street | Récompenses 2007-2009 du film Sweeney Todd : Le Diabolique Barbier de Fleet Street |
| Années                                                                             | Évènements                                                                         | Catégories / Récompenses                                                           | Lauréat(es)                                                                        |
| ---------------------------------------------------------------------------------- | ---------------------------------------------------------------------------------- | ---------------------------------------------------------------------------------- | ---------------------------------------------------------------------------------- |
| 2007                                                                               | Kansas City Film Critics Circle Awards                                             | Prix Vincent Koehler du meilleur film de science-fiction, fantastique ou d'horreur | Sweeney Todd : Le Diabolique Barbier de Fleet Street                               |
| 2007                                                                               | Las Vegas Film Critics Society Awards                                              | Sierra Award des meilleurs costumes                                                | Colleen Atwood                                                                     |
| 2007                                                                               | Las Vegas Film Critics Society Awards                                              | Sierra Award du meilleur jeune acteur                                              | Ed Sanders                                                                         |
| 2007                                                                               | National Board of Review                                                           | Meilleur réalisateur                                                               | Tim Burton                                                                         |
| 2007                                                                               | New York Film Critics Online Awards                                                | Top 10 des meilleurs films de l'année                                              | Sweeney Todd : Le Diabolique Barbier de Fleet Street                               |
| 2007                                                                               | Phoenix Film Critics Society Awards                                                | Meilleurs décors                                                                   | Dante Ferretti                                                                     |
| 2007                                                                               | Phoenix Film Critics Society Awards                                                | Meilleure conception de costumes                                                   | Colleen Atwood                                                                     |
| 2007                                                                               | Phoenix Film Critics Society Awards                                                | Meilleur jeune acteur dans un rôle principal ou dans un second rôle                | Ed Sanders                                                                         |
| 2007                                                                               | San Diego Film Critics Society Awards                                              | Meilleurs décors                                                                   | Dante Ferretti                                                                     |
| 2007                                                                               | St. Louis Film Critics Association Awards                                          | Meilleure musique de film                                                          | Stephen Sondheim                                                                   |
| 2007                                                                               | Washington DC Area Film Critics Association Awards                                 | Meilleure direction artistique                                                     | Dante Ferretti                                                                     |
| 2008                                                                               | American Cinema Editors                                                            | Eddie Award du meilleur montage pour une comédie ou un film musical                | Chris Lebenzon                                                                     |
| 2008                                                                               | Costume Designers Guild Awards                                                     | Meilleurs costumes pour un film d'époque                                           | Colleen Atwood                                                                     |
| 2008                                                                               | Evening Standard British Film Awards                                               | Meilleure actrice                                                                  | Helena Bonham Carter                                                               |
| 2008                                                                               | Gold Derby Awards                                                                  | Meilleure direction artistique                                                     | Dante Ferretti et Francesca Lo Schiavo                                             |
| 2008                                                                               | Golden Globes                                                                      | Golden Globe du meilleur film musical ou comédie                                   | Sweeney Todd : Le Diabolique Barbier de Fleet Street                               |
| 2008                                                                               | Golden Globes                                                                      | Golden Globe du meilleur acteur dans un film musical ou une comédie                | Johnny Depp                                                                        |
| 2008                                                                               | Gran Premio Internazionale del Doppiaggio                                          | Meilleur mixage de doublage                                                        | Gianni Pallotto                                                                    |
| 2008                                                                               | Houston Film Critics Society Awards                                                | Meilleur réalisateur                                                               | Tim Burton                                                                         |
| 2008                                                                               | Italian Online Movie Awards (IOMA)                                                 | Meilleure direction artistique                                                     | Sweeney Todd : Le Diabolique Barbier de Fleet Street                               |
| 2008                                                                               | Italian Online Movie Awards (IOMA)                                                 | Meilleure conception de costumes                                                   | Sweeney Todd : Le Diabolique Barbier de Fleet Street                               |
| 2008                                                                               | Italian Online Movie Awards (IOMA)                                                 | Meilleur maquillage                                                                | Sweeney Todd : Le Diabolique Barbier de Fleet Street                               |
| 2008                                                                               | MTV Movie & TV Awards                                                              | Meilleur méchant                                                                   | Johnny Depp                                                                        |
| 2008                                                                               | National Movie Awards                                                              | Meilleur acteur                                                                    | Johnny Depp                                                                        |
| 2008                                                                               | Online Film and Television Association                                             | Meilleure conception de costumes                                                   | Colleen Atwood                                                                     |
| 2008                                                                               | Oscars                                                                             | Oscar de la meilleure direction artistique                                         | Dante Ferretti et Francesca Lo Schiavo                                             |
| 2008                                                                               | Premio Berenice                                                                    | Meilleure direction artistique                                                     | Dante Ferretti                                                                     |
| 2008                                                                               | Premio Berenice                                                                    | Meilleurs décors                                                                   | Francesca Lo Schiavo                                                               |
| 2008                                                                               | Premio Cinecittà Holding                                                           | Meilleur décorateur                                                                | Dante Ferretti et Francesca Lo Schiavo                                             |
| 2008                                                                               | Saturn Awards                                                                      | Saturn Award du meilleur film d'horreur                                            | Sweeney Todd : Le Diabolique Barbier de Fleet Street                               |
| 2008                                                                               | Saturn Awards                                                                      | Saturn Award des meilleurs costumes                                                | Colleen Atwood                                                                     |
| 2008                                                                               | Teen Choice Awards                                                                 | Meilleur méchant                                                                   | Johnny Depp                                                                        |
| 2009                                                                               | Empire Awards,                                                                     | Empire Award de la meilleure actrice                                               | Helena Bonham Carter                                                               |

### Nominations
| Nominations 2007-2009 du film Sweeney Todd : Le Diabolique Barbier de Fleet Street | Nominations 2007-2009 du film Sweeney Todd : Le Diabolique Barbier de Fleet Street | Nominations 2007-2009 du film Sweeney Todd : Le Diabolique Barbier de Fleet Street                       | Nominations 2007-2009 du film Sweeney Todd : Le Diabolique Barbier de Fleet Street                                                                         |
| Années                                                                             | Évènements                                                                         | Catégories / Nominations                                                                                 | Nommé(es) |
| ---------------------------------------------------------------------------------- | ---------------------------------------------------------------------------------- | --- | --- |
| 2007                                                                               | African-American Film Critics Association (AAFCA)                                  | Meilleur film                                                                                            | 8e place |
| 2007                                                                               | Alliance of Women Film Journalists                                                 | Meilleur acteur                                                                                          | Johnny Depp |
| 2007                                                                               | Awards Circuit Community Awards                                                    | Meilleur réalisateur                                                                                     | Tim Burton |
| 2007                                                                               | Awards Circuit Community Awards                                                    | Meilleur acteur dans un rôle principal                                                                   | Johnny Depp |
| 2007                                                                               | Awards Circuit Community Awards                                                    | Meilleur casting                                                                                         | Sweeney Todd : Le Diabolique Barbier de Fleet Street |
| 2007                                                                               | Awards Circuit Community Awards                                                    | Meilleure photographie                                                                                   | Dariusz Wolski |
| 2007                                                                               | Awards Circuit Community Awards                                                    | Meilleur montage                                                                                         | Chris Lebenzon |
| 2007                                                                               | Dallas-Fort Worth Film Critics Association Awards                                  | Meilleur réalisateur                                                                                     | Tim Burton |
| 2007                                                                               | Detroit Film Critics Society Awards                                                | Meilleur réalisateur                                                                                     | Tim Burton |
| 2007                                                                               | Golden Schmoes Awards                                                              | Meilleur réalisateur de l'année                                                                          | Tim Burton |
| 2007                                                                               | Golden Schmoes Awards                                                              | Meilleur acteur de l'année                                                                               | Johnny Depp |
| 2007                                                                               | Golden Schmoes Awards                                                              | Meilleure actrice de l'année                                                                             | Helena Bonham Carter |
| 2007                                                                               | Golden Schmoes Awards                                                              | Meilleure musique dans un film                                                                           | Sweeney Todd : Le Diabolique Barbier de Fleet Street |
| 2007                                                                               | Las Vegas Film Critics Society Awards                                              | Meilleur film                                                                                            | Sweeney Todd : Le Diabolique Barbier de Fleet Street |
| 2007                                                                               | Los Angeles Film Critics Association Awards                                        | Meilleurs décors                                                                                         | Dante Ferretti |
| 2007                                                                               | Rondo Hatton Classic Horror Awards                                                 | Meilleur film                                                                                            | Tim Burton |
| 2007                                                                               | St. Louis Film Critics Association Awards                                          | Meilleur film                                                                                            | Sweeney Todd : Le Diabolique Barbier de Fleet Street |
| 2007                                                                               | St. Louis Film Critics Association Awards                                          | Meilleur réalisateur                                                                                     | Tim Burton |
| 2007                                                                               | St. Louis Film Critics Association Awards                                          | Meilleurs effets visuels / effets spéciaux                                                               | Sweeney Todd : Le Diabolique Barbier de Fleet Street |
| 2008                                                                               | Art Directors Guild                                                                | Meilleurs décors dans un film d'époque                                                                   | Guy Bradley, Peter Dorme, Dante Ferretti, Gary Freeman et David Warren                                                                                     |
| 2008                                                                               | BAFTA Awards                                                                       | Meilleurs costumes                                                                                       | Colleen Atwood |
| 2008                                                                               | BAFTA Awards                                                                       | Meilleurs maquillages et coiffures                                                                       | Ivana Primorac |
| 2008                                                                               | Central Ohio Film Critics Association Awards                                       | Top 10 des meilleurs films                                                                               | 9e place |
| 2008                                                                               | Critics' Choice Movie Awards                                                       | Meilleur film                                                                                            | Sweeney Todd : Le Diabolique Barbier de Fleet Street |
| 2008                                                                               | Critics' Choice Movie Awards                                                       | Meilleur acteur                                                                                          | Johnny Depp |
| 2008                                                                               | Critics' Choice Movie Awards                                                       | Meilleur réalisateur                                                                                     | Tim Burton |
| 2008                                                                               | Critics' Choice Movie Awards                                                       | Meilleure distribution                                                                                   | Jamie Campbell Bower, Helena Bonham Carter, Sacha Baron Cohen, Johnny Depp, Laura Michelle Kelly, Alan Rickman, Ed Sanders, Timothy Spall et Jayne Wisener |
| 2008                                                                               | Critics' Choice Movie Awards                                                       | Meilleur jeune acteur                                                                                    | Ed Sanders |
| 2008                                                                               | Gold Derby Awards                                                                  | Meilleur film                                                                                            | John Logan, Laurie MacDonald, Walter F. Parkes et Richard D. Zanuck                                                                                        |
| 2008                                                                               | Gold Derby Awards                                                                  | Meilleur réalisateur                                                                                     | Tim Burton |
| 2008                                                                               | Gold Derby Awards                                                                  | Meilleure actrice                                                                                        | Helena Bonham Carter |
| 2008                                                                               | Gold Derby Awards                                                                  | Meilleur acteur                                                                                          | Johnny Depp |
| 2008                                                                               | Gold Derby Awards                                                                  | Meilleurs costumes                                                                                       | Colleen Atwood |
| 2008                                                                               | Gold Derby Awards                                                                  | Meilleur montage                                                                                         | Chris Lebenzon |
| 2008                                                                               | Gold Derby Awards                                                                  | Meilleur maquillage et coiffure                                                                          | Ivana Primorac |
| 2008                                                                               | Gold Derby Awards                                                                  | Meilleur montage son / mixage son                                                                        | David Evans, Tom Johnson et Michael Semanick |
| 2008                                                                               | Golden Globes                                                                      | Meilleur réalisateur                                                                                     | Tim Burton |
| 2008                                                                               | Golden Globes                                                                      | Meilleure actrice dans un film musical ou une comédie                                                    | Helena Bonham Carter |
| 2008                                                                               | Golden Trailer Awards                                                              | Meilleure affiche internationale                                                                         | Sweeney Todd : Le Diabolique Barbier de Fleet Street |
| 2008                                                                               | Hollywood Post Alliance                                                            | Meilleur étalonnage des couleurs dans un processus DI (Digital intermediate) pour un long métrage        | Stefan Sonnenfeld |
| 2008                                                                               | Houston Film Critics Society Awards                                                | Meilleur film                                                                                            | 6e place |
| 2008                                                                               | Houston Film Critics Society Awards                                                | Meilleure photographie                                                                                   | Dariusz Wolski |
| 2008                                                                               | International Cinephile Society Awards                                             | Meilleure direction artistique                                                                           | Dante Ferretti (2e place) |
| 2008                                                                               | International Online Cinema Awards (INOCA)                                         | Meilleure direction artistique                                                                           | Dante Ferretti |
| 2008                                                                               | International Online Cinema Awards (INOCA)                                         | Meilleure conception de costumes                                                                         | Colleen Atwood |
| 2008                                                                               | International Online Cinema Awards (INOCA)                                         | Meilleur maquillage et coiffure                                                                          | Sweeney Todd : Le Diabolique Barbier de Fleet Street |
| 2008                                                                               | International Online Cinema Awards (INOCA)                                         | Meilleur mixage de son                                                                                   | Tony Dawe, Tom Johnson et Michael Semanick |
| 2008                                                                               | Italian Online Movie Awards (IOMA)                                                 | Meilleur acteur                                                                                          | Johnny Depp |
| 2008                                                                               | Italian Online Movie Awards (IOMA)                                                 | Meilleure actrice dans un second rôle                                                                    | Helena Bonham Carter |
| 2008                                                                               | London Critics Circle Film Awards                                                  | Actrice britannique de l'année                                                                           | Helena Bonham Carter |
| 2008                                                                               | Motion Picture Sound Editors                                                       | Meilleur montage musical dans un long métrage musical                                                    | Michael Higham, Sam Southwick et John Warhurst |
| 2008                                                                               | National Movie Awards                                                              | Meilleur film musical                                                                                    | Sweeney Todd : Le Diabolique Barbier de Fleet Street |
| 2008                                                                               | National Movie Awards                                                              | Meilleure actrice                                                                                        | Helena Bonham Carter |
| 2008                                                                               | Online Film and Television Association                                             | Meilleur jeune acteur                                                                                    | Ed Sanders |
| 2008                                                                               | Online Film and Television Association                                             | Meilleure musique, chanson adaptée                                                                       | Jamie Campbell Bower et Stephen Sondheim (pour la chanson «Johanna»)                                                                                       |
| 2008                                                                               | Online Film and Television Association                                             | Meilleure direction artistique                                                                           | Dante Ferretti, Gary Freeman, Francesca Lo Schiavo et David Warren                                                                                         |
| 2008                                                                               | Online Film and Television Association                                             | Meilleurs maquillages et coiffures                                                                       | Duncan Jarman, Terry Jones, Chris Lyons, Ivan Manzella, Ve Neill, Ivana Primorac, Tristan Versluis et Josh Weston                                          |
| 2008                                                                               | Online Film and Television Association                                             | Meilleure séquence                                                                                       | Sweeney Todd : Le Diabolique Barbier de Fleet Street |
| 2008                                                                               | Oscars                                                                             | Meilleur acteur                                                                                          | Johnny Depp |
| 2008                                                                               | Oscars                                                                             | Meilleurs costumes                                                                                       | Colleen Atwood |
| 2008                                                                               | Satellite Awards                                                                   | Meilleur ensemble de DVD                                                                                 | pour la collection avec deux disques |
| 2008                                                                               | Saturn Awards                                                                      | Meilleur acteur                                                                                          | Johnny Depp |
| 2008                                                                               | Saturn Awards                                                                      | Meilleure actrice                                                                                        | Helena Bonham Carter |
| 2008                                                                               | Saturn Awards                                                                      | Meilleure réalisation                                                                                    | Tim Burton |
| 2008                                                                               | Saturn Awards                                                                      | Meilleur scénario                                                                                        | John Logan |
| 2008                                                                               | Saturn Awards                                                                      | Meilleur acteur dans un second rôle                                                                      | Alan Rickman |
| 2008                                                                               | Saturn Awards                                                                      | Meilleur maquillage                                                                                      | Peter Owen et Ivana Primorac |
| 2008                                                                               | Scream Awards                                                                      | Meilleur film d'horreur                                                                                  | Sweeney Todd : Le Diabolique Barbier de Fleet Street |
| 2008                                                                               | Syndicat national des journalistes cinématographiques italiens - Ruban d'argent    | Réalisateur du meilleur film non européen                                                                | Tim Burton |
| 2008                                                                               | Syndicat national des journalistes cinématographiques italiens - Ruban d'argent    | Meilleurs décors                                                                                         | Dante Ferretti et Francesca Lo Schiavo |
| 2008                                                                               | Visual Effects Society Awards                                                      | Meilleur environnement fictif dans un film en prise de vues réelles                                      | Julian Gnass, Nakia McGlynn, Rafael Morant et Ammann Christine Wong (pour le Old Bailey)                                                                   |
| 2008                                                                               | Young Artist Awards                                                                | Meilleure second rôle jeune acteur dans un film de comédie ou comédie musicale                           | Ed Sanders |
| 2009                                                                               | Empire Awards,                                                                     | Meilleur film d'horreur                                                                                  | Sweeney Todd : Le Diabolique Barbier de Fleet Street |
| 2009                                                                               | Empire Awards,                                                                     | Meilleur réalisateur                                                                                     | Tim Burton |
| 2009                                                                               | Empire Awards,                                                                     | Meilleur acteur                                                                                          | Johnny Depp |
| 2009                                                                               | Empire Awards,                                                                     | Meilleure bande originale                                                                                | Sweeney Todd : Le Diabolique Barbier de Fleet Street |
| 2009                                                                               | Grammy Awards                                                                      | Meilleur album de compilation de bandes originales pour un film, une télévision ou un autre média visuel | Sweeney Todd : Le Diabolique Barbier de Fleet Street |

### Autres
- Inscription sur la liste des dix meilleurs films du National Board of Review de l'année 2007.

## Sortie vidéo
- En France, le film Sweeney Todd : Le Diabolique Barbier de Fleet Street est sorti en VOD le 23 mai 2008[5] puis en DVD, DVD édition spéciale, DVD édition limitée exclusive FNAC - Boîtier SteelBook et en Blu-ray le 27 août 2008[66],[67],[68],[69].

Par la suite, le film est ressorti en :
* DVD le 1er septembre 2008, le 6 avril 2011 et le 2 avril 2013
* Blu-ray édition steelBook le 29 juillet 2015 et le 1er septembre 2015 en édition Warner Ultimate.
- Aux Etats-Unis, le film est sorti en DVD le 1er avril 2008 en région 1[75]. Il est également sorti le 21 octobre 2008 en région 1[76]. La version collector en DVD ainsi que la version blu-ray comportent respectivement 8 et 10 documentaires pour des durées de 117 et 160 minutes de bonus[réf. souhaitée]. Les ventes de DVD ont rapporté en trois ans près de 38 000 000 $, et ce uniquement en Amérique du Nord[77].
- Au Québec, le film est sorti en DVD le 1er avril 2008[4].